# Strefa Operacyjna Pobrzeża Adriatyckiego
Strefa Operacyjna Pobrzeża Adriatyckiego (niem. Operationszone Adriatisches Küstenland (OZAK); lub potocznie: Operationszone Adria; wł. Zona d'operazioni del Litorale adriatico; chorw. Operativna zona Jadransko primorje; słoweń. Operacijska cona Jadransko primorje) - strefa operacyjna III Rzeszy na północnym wybrzeżu Adriatyku utworzona podczas II wojny światowej w 1943 roku. Została utworzona z terytoriów, które wcześniej znajdowały się pod kontrolą faszystowskich Włoch, aż do przejęcia ich przez Niemcy. Obejmował części obecnych terytoriów włoskich, słoweńskich i chorwackich[niewiarygodne źródło?]. Obszar ten był administrowany jako terytorium przyłączone, ale nie włączone, do Reichsgau Karyntii. Stolicą strefy było miasto Triest.

## Geneza
Strefa Operacyjna Pobrzeża Adriatyckiego została założona z siedzibą w Trieście 10 września 1943 r. przez Adolfa Hitlera w odpowiedzi na kapitulację Włoch (8 września 1943 r.) po inwazji aliantów na Włochy. Obejmowała prowincje Udine, Görz, Triest, Pula, Rijeka i Lublana. Strefa Operacyjna Prealp, obejmująca prowincje Belluno, Bolzano i Trydent, została utworzona tego samego dnia. Obie strefy operacyjne były oddzielone od Włoskiej Republiki Socjalnej (RSI) z siedzibą w Salò nad jeziorem Garda, która rządziła pozostałą częścią Włoch, która nie została jeszcze zajęta przez aliantów.
Strefa ta nie została całkowicie wcielona do Rzeszy Niemieckiej, ale przyłączona do Gau Karyntii. Friedrich Rainer, nazistowski gauleiter Karyntii, został mianowany komisarzem obrony Rzeszy tej oto strefy, stając się tym samym szefem administracji cywilnej półanektowanego terytorium. Prowincja Lublana otrzymała słoweńską administrację prowincjonalną. Główny współpracownik Gregorij Rožman, biskup Lublany, zalecił Rainerowi, aby znany antysemita Leon Rupnik został prezydentem nowego rządu prowincji Lublana, a Rupnik został należycie mianowany 22 września 1943 r. Generał SS Erwin Rösener został doradcą prezydenta.

## Działania ludobójcze
OZAK był miejscem działań ludobójczych. Jego dowódca, Wyższy Dowódca SS i Policji Odilo Globocnik, stał się jednym z najbardziej obawianych przywódców nazistowskich w Europie Wschodniej po likwidacji gett żydowskich w Warszawie i Białymstoku oraz nadzorowaniu działalności obozów zagłady w Bełżcu, Sobiborze, Majdanku i Treblince. Dowodził wszystkimi obozami nazistowskimi w okupowanej Polsce od 1941 do 1943 roku. Po krótkiej służbie jako Gauleiter Wiednia został wysłany do Triestu, gdzie do samego końca zarządzał więzieniem Risiera di San Sabba, jedynym obozem SS założonym na włoskiej ziemi.
Globocnik, triumfalnie wracając do rodzinnego miasta w połowie września 1943 r., założył biuro przy Via Nizza 21 w Trieście i rozpoczął przeprowadzanie Einsatz R, systematycznego prześladowania Żydów, partyzantów i polityków antyhitlerowskich we Friuli, Istrii i innych rejonach chorwackiego wybrzeża Adriatyku. Jego 92-osobowy sztab, składający się głównie z członków niemieckiego i ukraińskiego SS z doświadczeniem w zabijaniu zdobytym w Operacji Reinhard, szybko został powiększony, aby zwalczać nieustającą działalność partyzancką w całym regionie. Domena Globocnika obejmowała Risiera di San Sabba, duży, nieużywany i podupadły młyn ryżowy przy Ratto della Pileria 43 na przedmieściach Triestu w San Sabba. Pod jego nadzorem został przekształcony w jedyny nazistowski obóz zagłady na terytorium Włoch. Obóz był używany do przetrzymywania zakładników, partyzantów i więźniów politycznych, a także jako obóz zbiorczy i przejściowy dla Żydów deportowanych do nazistowskich obozów koncentracyjnych. W październiku 1943 roku rozpoczęły się aresztowania i otwarto obóz, w którym pracowali głównie niemieccy i ukraińscy członkowie SS pod dowództwem SS-Sturmbannführera Christiana Wirtha, byłego dowódcy obozu zagłady w Bełżcu. Wirth został zabity przez jugosłowiańskich partyzantów w Opatii 26 maja 1944 roku. Zastąpił go były zastępca Wirtha w Lublinie i następca w Bełżcu, SS-Hauptsturmführer Gottlieb Hering. Heringa zastąpił SS-Obersturmbannführer Dietrich Allers w sierpniu 1944 roku. 28 kwietnia 1945 roku obóz San Sabba zakończył działalność, a oddziały Waffen-SS uwolniły pozostałych więźniów i następnego dnia zburzyły budynek komory gazowej i spalarni, aby zniszczyć dowody zbrodni wojennych.
Ponad 25 000 włoskich, słoweńskich, chorwackich i żydowskich cywilów przeszło przez obóz San Sabba, około 5000 zostało tam zabitych różnymi metodami, w tym przez zagazowanie. Obecnie młyn ryżowy jest włoskim Narodowym Miejscem Pamięci. Dowódcy obozu i kolaboranci zostali osądzeni w Trieście w 1976 r., ale ich wyroki nigdy nie zostały wykonane.

## Niemieckie plany dla regionu

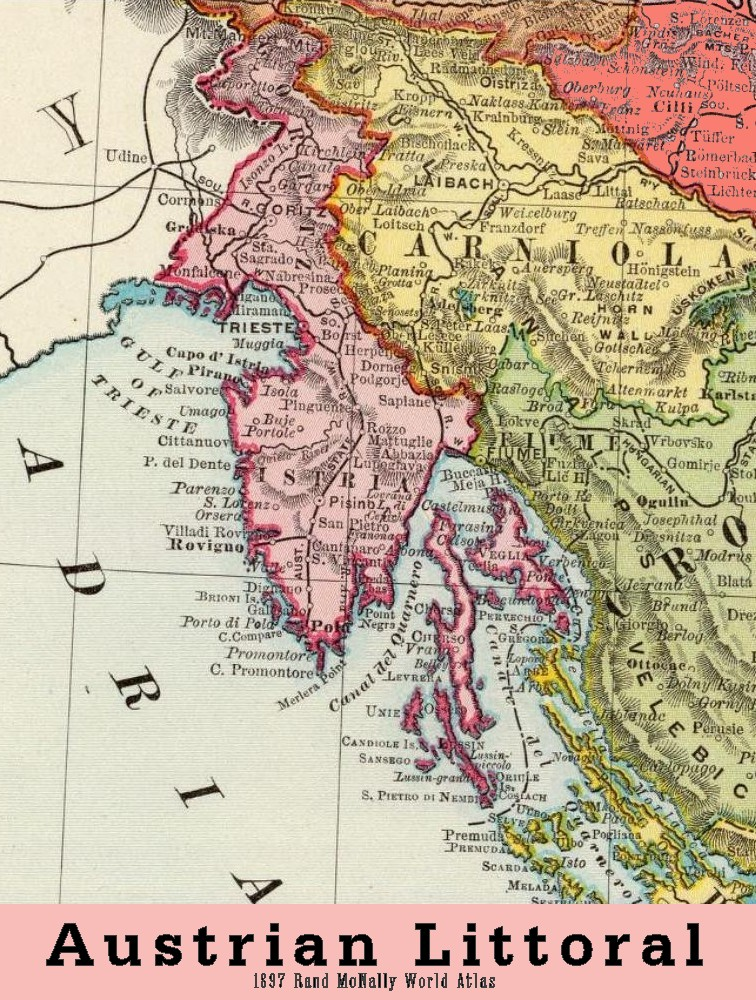
Pobrzeże Austriackie, z Gorycją i Istrią na różowo i Krainą na żółto.

Etniczna i polityczna redefinicja wybrzeża Adriatyku była rozważana w czasie wojny na poziomie teoretycznym. W telegramie wysłanym 9 września 1943 r. do ministra spraw zagranicznych Ribbentropa, Gauleiter Rainer sugeruje przyszłe ustanowienie protektoratów Rzeszy w Gorycji, Istrii i Krainie na podstawie podziałów Austro-Węgier. Początkowa polityka okupacyjna Niemiec sprzyjała jednak włączeniu tego obszaru do Reichsgau Karyntii. Etniczna złożoność regionu miała być wykorzystana do zminimalizowania wpływów włoskich, promowania segmentacji etnicznej i wprowadzenia niemieckości jako siły stabilizującej. Strategia ta opierała się na zrozumieniu historii średniowiecznych Niemiec i monarchii Habsburgów, gdzie niemieccy panowie i szlachta byli postrzegani jako ci, którzy umożliwili rozwój gospodarczy i administracyjny regionu.
Etno-społeczny skład Wenecji Julijskiej, Triestu i Friuli był ważnym elementem niemieckich planów okupacyjnych. Rząd faszystowski stracił poparcie rozbitych grup społecznych w całym regionie, a upadek reżimu zapoczątkował okres dezorientacji wśród Włochów. Propaganda nazistowska działała w celu stworzenia iluzji, że obszary pod strefą mają korzenie austro-węgierskie. Niemcy planowali przyjąć ten region jako część Reichstagu; jednak wykorzystali imperialną przeszłość regionu, aby nawiązać kontakty z Austro-Węgrami. Nazwali strefę „Adriatisches Küstenland”, co nawiązywało do przeszłości Austro-Węgier, ponieważ była to nazwa używana przez imperium w odniesieniu do obszarów na północ od Adriatyku. Ta propaganda odnosi się do większego planu niemieckiego, ponieważ zamierzali zastąpić Rzym Wiedniem jako stolicą regionu. Niemcy wierzyli, że odwołując się do bogatej przeszłości, mogą wywołać uczucia nostalgii, które ostatecznie stworzą kulturowe powiązania między Wiedniem i Triestem a Niemcami.
Naziści stosowali więcej taktyk propagandowych, jak to miało miejsce we Włoszech poprzez utworzenie Włoskiej Republiki Socjalnej (RSI), która w rzeczywistości była marionetkowym rządem kontrolowanym przez Niemcy. Mając RSI u władzy, Niemcy mogły uchwalić niezwykle represyjne prawa, które były skierowane przeciwko konkretnym grupom etnicznym i narodowym, rozprzestrzeniając w ten sposób ideologię nazistowską w całej strefie. 10 listopada 1943 r. Karl Lapper – szef SS Alpenland – wydał rozkaz, który ograniczył wszystkie włoskie źródła radiowe i informacyjne w strefie, ponieważ zostały zastąpione niemieckimi transmisjami radiowymi i informacyjnymi. Tworząc rozległą sieć propagandową, która wpływała na wszystkie aspekty codziennego życia, Niemcy byli w stanie wymusić poparcie dla sprawy nazistowskiej.
Przyszłość prowincji Udine (środkowa i zachodnia część Friuli, obecnie prowincje Udine i Pordenone) była niepewna, ale oczywiste jest, że miała być realizowana strategia podobna do innych obszarów strefy operacyjnej. W poprzednio wspomnianym telegramie Rainer podkreśla, że region Friuli nie jest etnicznie włoski, ale składa się z osób mówiących po friulsku, a w niewielkim stopniu po niemiecku i słoweńsku. Niemieccy uczeni przedstawili również domniemane dowody na „głęboki wpływ” niemieckiej kultury i języka na Friulczyków, w tym zapożyczenia słów i średniowieczne nazwy miejsc. Znaleziono również dowody historyczne na to, że region Friuli był marchią w cesarstwie karolińskim i wczesnym cesarstwie niemieckim, a także na rolę, jaką niemieccy panowie feudalni odgrywali w regionie i jego aneksję do Księstwa Karyntii pod koniec X wieku. W ten sposób wyciągnięto wniosek, że Friulczycy należeli do niemieckiego pola kulturowego, a ich ziemia była starożytną częścią niemieckiego imperium i od tamtej pory jest częścią niemieckiej „przestrzeni życiowej” (Lebensraum). Te rzekomo naukowe ustalenia znalazły odzwierciedlenie w niemieckich gazetach, chociaż włoskojęzyczna propaganda rozprzestrzeniana w prowincji Udine podkreślała odrębność etniczną i autonomię regionalną miejscowej ludności, a nie pangermanizm.
Kilka frakcji w rządzie nazistowskim zamierzało również rozszerzyć obszar dwóch stref operacyjnych jeszcze bardziej, ze szkodą dla terytorium Włoch. Joseph Goebbels napisał w swoim dzienniku, że jedyną „logiczną” granicą byłaby granica obejmująca terytoria byłego habsburskiego Królestwa Lombardzko-Weneckiego, wyrażając nadzieję, że odnowiona przyjaźń Hitlera z Benito Mussolinim nie powstrzyma go od tego kroku:
Musimy nie tylko odzyskać Tyrol Południowy, ale wyobrażam sobie linię graniczną wytyczoną na południe od Wenecji. Cokolwiek kiedyś było austriacką własnością, musimy odzyskać w swoje ręce. Włosi przez swoją niewierność i zdradę utracili wszelkie roszczenia do państwa narodowego nowoczesnego typu.
Ostatecznie udało mu się przekonać Hitlera, że należy podjąć takie działania, który zgodził się, że Wenecja powinna być związana z Rzeszą w „jakimś luźnym powiązaniu”.

## Działania militarne w strefie

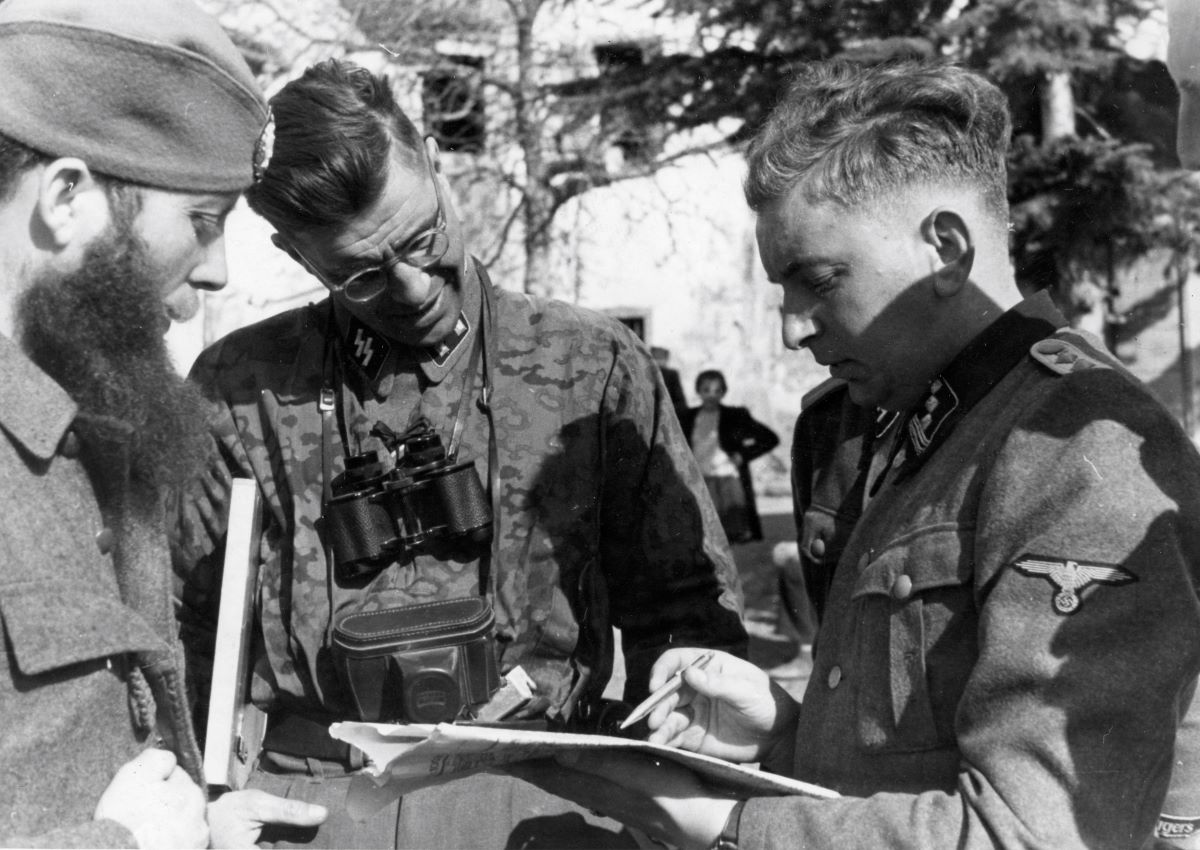
Czetnicki Oficer Dywizji Dinarskiej, SS-Sturmbannführer Ernst Lerch i niezidentyfikowany SS-Hauptsturmführer podczas ofensywy przeciwko 9. Korpusowi, Słoweńskie Wybrzeże, marzec 1945.

Ponieważ Niemcy spodziewali się lądowania aliantów w tym rejonie, a także z powodu obecności dużej liczby włoskich, słoweńskich i chorwackich partyzantów, OZAK gościł również znaczny niemiecki kontyngent wojskowy dowodzony przez Generał Wojsk Górskich Ludwiga Küblera. 28 września 1944 r. jednostki te przemianowano na LXXXXVII Korpus Armijny. Prawie każdy dostępny pojazd pancerny, nowoczesny lub przestarzały, został wcielony do służby w Wehrmachcie, Waffen-SS, Ordnungspolizei lub faszystowskich jednostkach włoskich i słoweńskich.
30 kwietnia 1945 r. kilka tysięcy ochotników włoskiego antyfaszystowskiego Komitetu Wyzwolenia Narodowego powstało przeciwko nazistom. 1 maja Globocnik otrzymał dowództwo nad chaotycznym zestawem niemieckich i kolaboracyjnych wojsk, które zbliżały się do Triestu, wycofując się z Włoch i Jugosławii. Jednostki te zostały natychmiast zaatakowane przez 4. Armię Partyzantów, zanim poddały się 2. Dywizji Nowozelandzkiej dowodzonej przez generała porucznika Nowej Zelandii sir Bernarda Freyberga wieczorem 2 maja. Jednak walki między armią Josipa Broz Tito a resztkami Wehrmachtu i siłami kolaboracyjnymi trwały przez kilka dni. Partyzanci zaczęli wycofywać się z terenów na zachód od rzeki Socza 15 maja. 11 czerwca wojska jugosłowiańskie zaczęły wycofywać się z Triestu.